# Bahnstrecke Löbau–Radibor
| Ausschnitt aus der Streckenkarte Sachsen 1911 |                         |                                        |                                        |
| Streckennummer (DB): | 6581; sä. LR            |                                        |                                        |
| Kursbuchstrecke (DB): | 243 (1972)              |                                        |                                        |
| Kursbuchstrecke: | 135q (1934) 160d (1946) |                                        |                                        |
| Streckenlänge: | 40,454 km               |                                        |                                        |
| Spurweite: | 1435 mm (Normalspur)    |                                        |                                        |
| Maximale Neigung: | 20 ‰                    |                                        |                                        |
| Minimaler Radius: | 300 m                   |                                        |                                        |
| Streckengeschwindigkeit: | 50 km/h                 |                                        |                                        |
| |                         |                                        |                                        |
| \| \| \| von Görlitz \| \| \| \| 0,00 \| Löbau (Sachs) \| 264 m \| \| \| \| nach Zittau und nach Ebersbach (Sachs) \| \| \| \| \| nach Großpostwitz \| \| \| \| \| nach Dresden-Neustadt \| \| \| \| 4,21 \| Kittlitz (Sachs) \| 253 m \| \| \| 5,63 \| Oppeln \| 230 m \| \| \| 7,32 \| Kleinradmeritz \| 202 m \| \| \| 8,63 \| Glossen (b Löbau/Sachs) \| 199 m \| \| \| 11,17 \| Lautitz \| 188 m \| \| \| 12,85 \| Wirtschaftsweg (10 m) \| Wirtschaftsweg (10 m) \| \| \| 13,30 \| Maltitz \| 190 m \| \| \| \| Görlitzer Kreisbahn von Görlitz \| \| \| \| 15,49 \| Weißenberg (Sachs) \| 184 m \| \| \| 16,83 \| Viadukt Gröditz (170 m) \| Viadukt Gröditz (170 m) \| \| \| 16,83 \| Bundesautobahn 4 \| Bundesautobahn 4 \| \| \| 18,41 \| Gröditz (Oberlausitz) \| 184 m \| \| \| 20,07 \| EÜ Wirtschaftsweg (18 m) \| EÜ Wirtschaftsweg (18 m) \| \| \| 20,61 \| EÜ Wirtschaftsweg (21 m) \| EÜ Wirtschaftsweg (21 m) \| \| \| \| Anst OLBA \| \| \| \| 22,27 \| Baruth (Sachs) \| 152 m \| \| \| 22,64 \| Löbauer Wasser (28 m) \| Löbauer Wasser (28 m) \| \| \| 22,99 \| Löbauer Wasser (28 m) \| Löbauer Wasser (28 m) \| \| \| 23,62 \| Mühlgraben (60 m) \| Mühlgraben (60 m) \| \| \| 26,28 \| Guttau (Sachs) \| 148 m \| \| \| 26,83 \| Flutbrücke (11 m) \| Flutbrücke (11 m) \| \| \| 27,85 \| Kleine Spree (36 m) \| Kleine Spree (36 m) \| \| \| 27,96 \| Flutbrücke (11 m) \| Flutbrücke (11 m) \| \| \| 28,02 \| Flutbrücke (11 m) \| Flutbrücke (11 m) \| \| \| 28,37 \| Zschertoniagraben (22 m) \| Zschertoniagraben (22 m) \| \| \| 28,52 \| Spree (36 m) \| Spree (36 m) \| \| \| 30,22 \| Klix \| 160 m \| \| \| 33,85 \| Anst Adolfshütte Crosta \| Anst Adolfshütte Crosta \| \| \| 33,88 \| Anst Margarethenhütte \| Anst Margarethenhütte \| \| \| 34,11 \| Großdubrau \| 172 m \| \| \| 36,12 \| Luttowitz \| 167 m \| \| \| 37,95 \| Radibor Hp \| 158 m \| \| \| \| von Hoyerswerda \| \| \| \| 40,46 \| Radibor (Sachs) \| Radibor (Sachs) \| \| \| \| nach Bautzen \| \| |                         |                                        |                                        |
| Strecke |                         | von Görlitz                            | von Görlitz                            |
| Bahnhof | 0,00                    | Löbau (Sachs)                          | 264 m                                  |
| Abzweig geradeaus und nach links |                         | nach Zittau und nach Ebersbach (Sachs) | nach Zittau und nach Ebersbach (Sachs) |
| Abzweig geradeaus und ehemals nach links |                         | nach Großpostwitz                      | nach Großpostwitz                      |
| Abzweig ehemals geradeaus und nach links |                         | nach Dresden-Neustadt                  | nach Dresden-Neustadt                  |
| Haltepunkt / Haltestelle (Strecke außer Betrieb) | 4,21                    | Kittlitz (Sachs)                       | 253 m                                  |
| Haltepunkt / Haltestelle (Strecke außer Betrieb) | 5,63                    | Oppeln                                 | 230 m                                  |
| Haltepunkt / Haltestelle (Strecke außer Betrieb) | 7,32                    | Kleinradmeritz                         | 202 m                                  |
| Haltepunkt / Haltestelle (Strecke außer Betrieb) | 8,63                    | Glossen (b Löbau/Sachs)                | 199 m                                  |
| Haltepunkt / Haltestelle (Strecke außer Betrieb) | 11,17                   | Lautitz                                | 188 m                                  |
| Brücke (Strecke außer Betrieb) | 12,85                   | Wirtschaftsweg (10 m)                  | Wirtschaftsweg (10 m)                  |
| Haltepunkt / Haltestelle (Strecke außer Betrieb) | 13,30                   | Maltitz                                | 190 m                                  |
| Abzweig geradeaus und von rechts (Strecke außer Betrieb) |                         | Görlitzer Kreisbahn von Görlitz        | Görlitzer Kreisbahn von Görlitz        |
| Bahnhof (Strecke außer Betrieb) | 15,49                   | Weißenberg (Sachs)                     | 184 m                                  |
| Brücke (Strecke außer Betrieb) | 16,83                   | Viadukt Gröditz (170 m)                | Viadukt Gröditz (170 m)                |
| Strecke mit Straßenbrücke (Strecke außer Betrieb) | 16,83                   | Bundesautobahn 4                       | Bundesautobahn 4                       |
| Haltepunkt / Haltestelle (Strecke außer Betrieb) | 18,41                   | Gröditz (Oberlausitz)                  | 184 m                                  |
| Brücke (Strecke außer Betrieb) | 20,07                   | EÜ Wirtschaftsweg (18 m)               | EÜ Wirtschaftsweg (18 m)               |
| Brücke (Strecke außer Betrieb) | 20,61                   | EÜ Wirtschaftsweg (21 m)               | EÜ Wirtschaftsweg (21 m)               |
| Abzweig geradeaus und nach rechts (Strecke außer Betrieb) |                         | Anst OLBA                              | Anst OLBA                              |
| Bahnhof (Strecke außer Betrieb) | 22,27                   | Baruth (Sachs)                         | 152 m                                  |
| Brücke über Wasserlauf (Strecke außer Betrieb) | 22,64                   | Löbauer Wasser (28 m)                  | Löbauer Wasser (28 m)                  |
| Brücke über Wasserlauf (Strecke außer Betrieb) | 22,99                   | Löbauer Wasser (28 m)                  | Löbauer Wasser (28 m)                  |
| Brücke über Wasserlauf (Strecke außer Betrieb) | 23,62                   | Mühlgraben (60 m)                      | Mühlgraben (60 m)                      |
| Haltepunkt / Haltestelle (Strecke außer Betrieb) | 26,28                   | Guttau (Sachs)                         | 148 m                                  |
| Brücke über Wasserlauf (Strecke außer Betrieb) | 26,83                   | Flutbrücke (11 m)                      | Flutbrücke (11 m)                      |
| Brücke über Wasserlauf (Strecke außer Betrieb) | 27,85                   | Kleine Spree (36 m)                    | Kleine Spree (36 m)                    |
| Brücke über Wasserlauf (Strecke außer Betrieb) | 27,96                   | Flutbrücke (11 m)                      | Flutbrücke (11 m)                      |
| Brücke über Wasserlauf (Strecke außer Betrieb) | 28,02                   | Flutbrücke (11 m)                      | Flutbrücke (11 m)                      |
| Brücke über Wasserlauf (Strecke außer Betrieb) | 28,37                   | Zschertoniagraben (22 m)               | Zschertoniagraben (22 m)               |
| Brücke über Wasserlauf (Strecke außer Betrieb) | 28,52                   | Spree (36 m)                           | Spree (36 m)                           |
| Haltepunkt / Haltestelle (Strecke außer Betrieb) | 30,22                   | Klix                                   | 160 m                                  |
| Abzweig geradeaus und von rechts (Strecke außer Betrieb) | 33,85                   | Anst Adolfshütte Crosta                | Anst Adolfshütte Crosta                |
| Abzweig geradeaus und nach links (Strecke außer Betrieb) | 33,88                   | Anst Margarethenhütte                  | Anst Margarethenhütte                  |
| Bahnhof (Strecke außer Betrieb) | 34,11                   | Großdubrau                             | 172 m                                  |
| Haltepunkt / Haltestelle (Strecke außer Betrieb) | 36,12                   | Luttowitz                              | 167 m                                  |
| Haltepunkt / Haltestelle (Strecke außer Betrieb) | 37,95                   | Radibor Hp                             | 158 m                                  |
| Abzweig geradeaus und von rechts (Strecke außer Betrieb) |                         | von Hoyerswerda                        | von Hoyerswerda                        |
| Bahnhof (Strecke außer Betrieb) | 40,46                   | Radibor (Sachs)                        | Radibor (Sachs)                        |
| Strecke (außer Betrieb) |                         | nach Bautzen                           | nach Bautzen                           |

Die Bahnstrecke Löbau–Radibor war eine Nebenbahn in Sachsen, die ursprünglich als Teilabschnitt der Sächsischen Nordostbahn (Löbau–Riesa) projektiert worden war. Sie verlief von Löbau über Weißenberg/OL. nach Radibor und hatte dort Anschluss an die Verbindung Bautzen–Hoyerswerda.

## Geschichte

### Vorgeschichte und Bau

#### Löbau–Weißenberg
Bereits in den 1860er Jahren war das Projekt einer durchgehenden Verbindung von Weißwasser in der preußischen Oberlausitz über Löbau nach Böhmen zum Anschluss an die Strecken der Böhmischen Nordbahn diskutiert worden. Obwohl das Vorhaben vom sächsischen Landtag am 8. Mai 1868 genehmigt wurde, kam es nicht zur Ausführung. Als 1874 die preußische Verbindung Kohlfurt–Falkenberg der Oberlausitzer Eisenbahn-Gesellschaft in Betrieb ging, wurde das Projekt endgültig zu den Akten gelegt.
Erst der ab 1879 begonnene Bau von Sekundärbahnen in Sachsen ermöglichte letztlich auch für Weißenberg den ersehnten Bahnanschluss. Es sollte jedoch noch über ein Jahrzehnt vergehen, bis das Projekt einer Strecke von Löbau nach Weißenberg im März 1892 im sächsischen Landtag genehmigt wurde. Erste Vermessungsarbeiten waren schon im Herbst 1891 durchgeführt worden; der eigentliche Streckenbau begann am 1. April 1894. Die Trasse führte unschwierig entlang des Löbauer Wassers, sodass neben einigen Wegüberführungen keine weiteren Kunstbauten nötig waren.
Am 1. August 1895 wurde die Strecke als normalspurige Sekundärbahn eröffnet.

#### Weißenberg–Radibor
Um 1900 bestanden nördlich der Sächsisch-Schlesischen Eisenbahn in der östlichen Oberlausitz nur die beiden Sekundärbahnen Löbau–Weißenberg und Bautzen–Königswartha. Vor allem für die nahe der Grenze zu Preußen gelegenen Orte waren die Bahnhöfe der preußischen Linie Kohlfurt–Falkenberg die nächstgelegenen.
Bei Großdubrau waren Betriebe entstanden, welche die vor Ort lagernden Kaoline und Tone zu keramischen Produkten verarbeiteten. Die Margarethenhütte in Großdubrau begann um 1900 mit der Produktion von keramischen Hochspannungsisolatoren, die deutschlandweit nachgefragt wurden. Da diese nicht mit den vor Ort lagernden Rohstoffen gefertigt werden konnten, geriet eine Eisenbahnanbindung somit zur Existenzfrage. Die nahe gelegene Adolfshütte ließ darum 1891 eine eigene schmalspurige Anschlussbahn zum Bahnhof Quoos an der Strecke Bautzen–Königswartha errichten.

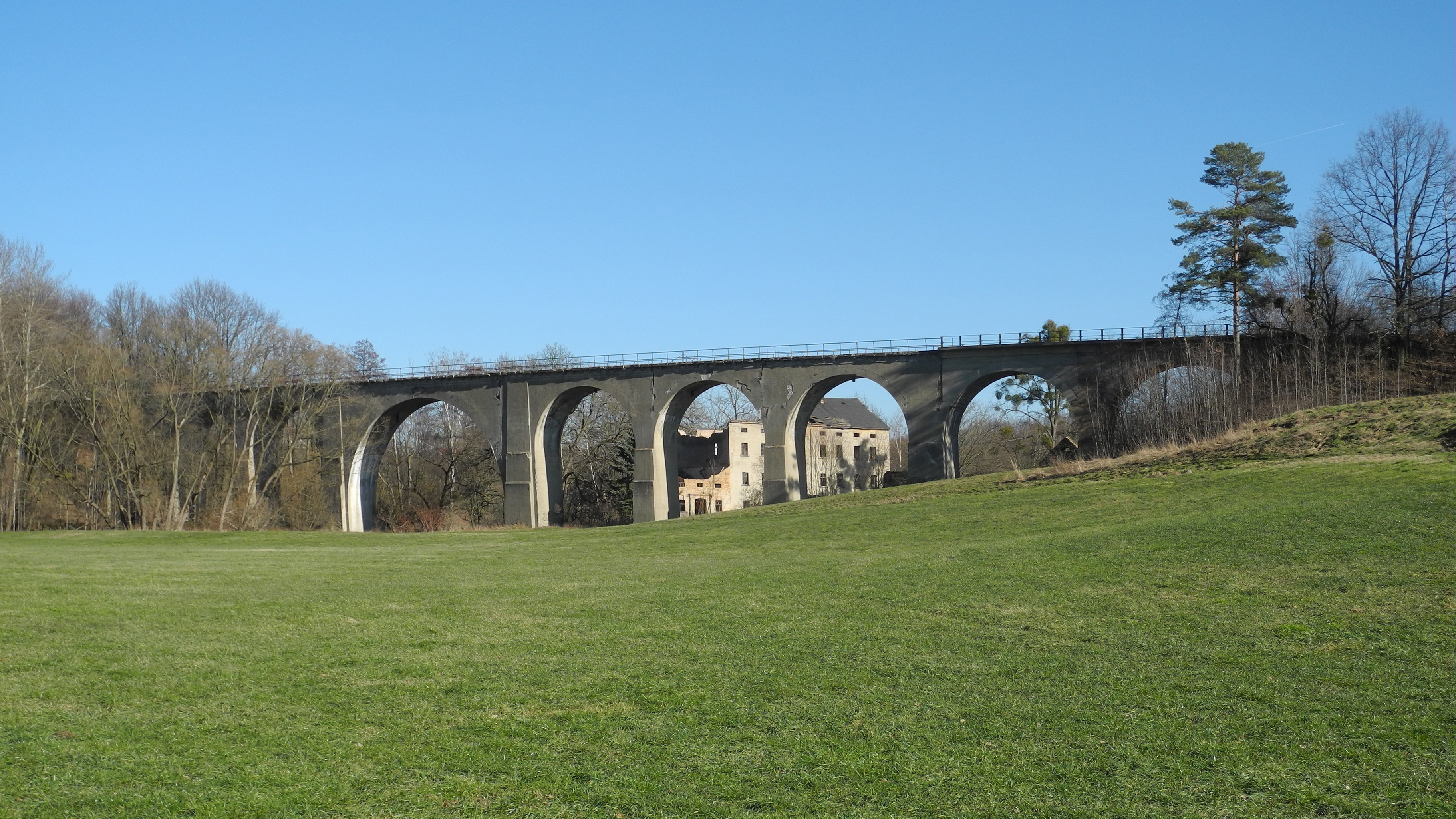
Viadukt Gröditz (2019)

1898 begannen die Vorarbeiten für eine parallel zur preußischen Grenze verlaufende Sekundärbahn Weißenberg-Radibor. Da man die Strecke als ein Teilstück der noch im Planungsstadium befindlichen Sächsischen Nordostbahn betrachtete, wurde auf die Möglichkeit des späteren Ausbaues zu einer zweigleisigen Hauptbahn geachtet.
Am 14. Juni 1900 wurde der Bahnbau genehmigt. Der eigentliche Streckenbau begann am 1. Oktober 1902. Als einziges größeres Bauwerk musste nahe Weißenberg ein zehnbogiger Viadukt über das Löbauer Wasser errichtet werden, der in der damals neuartigen Betonbauweise entstand. Die Arbeiten führte die darauf spezialisierte A-G für Beton- und Monierbau aus.
Am 10. November 1903 wurde der Abschnitt Weißenberg–Baruth eröffnet. Der Weiterbau nach Radibor verzögerte sich jedoch. Erst um die Jahreswende 1904/1905 genehmigte der sächsische Landtag insgesamt 2 Mio. Mark für die Fertigstellung der Strecke. Am 7. März 1905 begannen die Bauarbeiten. Neben der Spreebrücke mit den notwendigen Flutöffnungen war insbesondere auch ein Neubau des Bahnhofes Radibor notwendig, der zur Abzweigstation umgebaut werden musste. Am 1. Mai 1906 wurde die Gesamtstrecke Löbau–Radibor eröffnet.

### Betrieb
In den Anfangsjahren verkehrten nur vier Zugpaare über die Gesamtstrecke. Die Höchstgeschwindigkeit betrug 30 km/h. Der Bau der Sächsischen Nordostbahn wurde 1927 endgültig abgebrochen, sodass ein weiterer Ausbau der Strecke unterblieb.
Am 17. Dezember 1913 wurde die Strecke Görlitz–Weißenberg der Görlitzer Kreisbahn eröffnet. Diese eröffnete ihre eigenen Gleisanlagen an der Ostseite des bestehenden Bahnhofes. Ein Verbindungsgleis ermöglichte den Austausch von Güterwagen.
Am Ende des Zweiten Weltkrieges sprengte die Wehrmacht neben einigen Wegüberführungen auch den Gröditzer Viadukt. Am 7. Juni 1945 wurde der Verkehr nach Weißenberg wieder aufgenommen. Der Viadukt wurde später wieder aufgebaut.

### Stilllegung

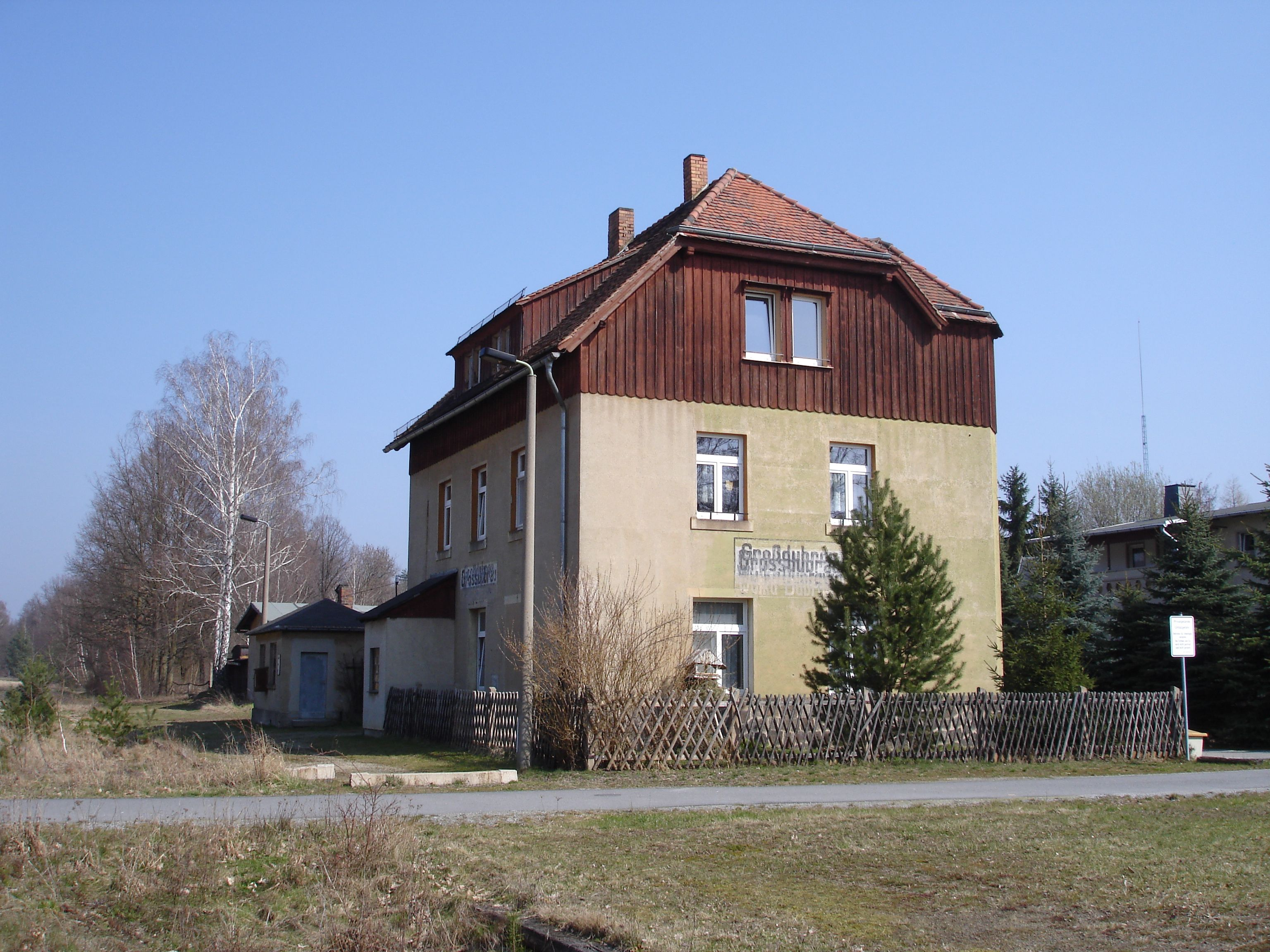
Bahnhof Großdubrau (2009)

Ab Mitte der 1960er Jahre machte sich ein Rückgang der Beförderungsleistungen bemerkbar. Neue Buslinien, die direkt nach Bautzen fuhren, zogen Fahrgäste ab. Im Güterverkehr war die Strecke allerdings für die Margarethenhütte und das Basaltwerk Baruth unverzichtbar. Die Erzeugnisse aus dem Basaltwerk gelangten über eine 600-mm-Feldbahn zum Bahnhof Baruth.
Zum Fahrplanwechsel am 27. Mai 1972 wurde der Personenverkehr zwischen Löbau und Baruth eingestellt. Zum Fahrplanwechsel im Herbst verlor auch die Reststrecke ihren Personenverkehr. Fortan bestand nur noch Güterverkehr zwischen Baruth und Radibor.
Im Frühjahr 1973 wurde die Strecke Löbau–Baruth abgebaut. Allerdings wurde 1978 zwischen Löbau und Kittlitz wieder ein neues Gleis verlegt, welches für Panzerverladungen des NVA-Standortes Löbau genutzt wurde.
Als die Margarethenhütte Ende 1993 ihre Produktion einstellte, kam auch das Ende der Reststrecke. Zum Jahresende 1994 endete offiziell der Güterverkehr zwischen Baruth und Guttau. 1997 wurde auch der Güterbahnhof Guttau geschlossen. Die Stilllegung der Strecke erfolgte am 1. September 1996 (Baruth–Guttau) bzw. 15. August 1998 (Guttau–Radibor). 2004 wurden die verbliebenen Gleise abgebaut.